# Гренејда (Калифорнија)
Гренејда (енгл. Grenada) насељено је место без административног статуса у америчкој савезној држави Калифорнија.

## Демографија
По попису из 2010. године број становника је 367, што је 16 (4,6%) становника више него 2000. године.
| Група             | 2000.       | 2010.       |
| Белци             | 295 (84,0%) | 303 (82,6%) |
| Афроамериканци    | 1 (0,3%)    | 2 (0,5%)    |
| Азијати           | 3 (0,9%)    | 1 (0,3%)    |
| Хиспаноамериканци | 14 (4,0%)   | 12 (3,3%)   |
| Укупно            | 351         | 367         |